# Isabell Krantz
Isabell Krantz, född den 3 juni 1989, är en svensk innebandyspelare som spelar back i Pixbo. Hon har mångårig erfarenhet från svenska landslaget, där hon 2018 gjorde sin 109:e landskamp – mest av alla svenska damspelare.

## Meriter
- VM-guld (2007, 2009, 2011 & 2013)
- U19 VM-guld (2006)
- SM-guld (2015 Pixbo)

## Klubbar i karriären
- Granlo BK (moderklubb)
- IKSU Ungdom (2005)
- RIG Umeå IBF (2006)
- IBK Dalen (2006-2008)
- Pixbo Wallenstam IBK (2008-)